# Nīkrāces pagasts
Nīkrāces pagasts er en territorial enhed i Skrundas novads i Letland. Pagasten havde 710 indbyggere i 2010 og omfatter et areal på 130,51 kvadratkilometer. Hovedbyen i pagasten er Dzelda.